# Список святих, канонізованих Папою Іваном XXIII
Стаття містить список 10 святих, канонізованих під час понтифікату Івана XXIII (1958—1963).
| No. | Святий                        | Дата канонізації | Місце канонізації            |
| --- | ----------------------------- | ---------------- | ---------------------------- |
| 1.  | Карло да Сецце                | 12 квітня 1959   | Собор Святого Петра, Ватикан |
| 2.  | Хоакіна де Ведруна де Мас     | 12 квітня 1959   | Собор Святого Петра, Ватикан |
| 3.  | Ґреґоріо Барбаріґо            | 26 травня 1960   | Собор Святого Петра, Ватикан |
| 4.  | Хуан де Рібера                | 12 червня 1960   | Собор Святого Петра, Ватикан |
| 5.  | Марія Бертілла Боскардін      | 11 травня 1961   | Собор Святого Петра, Ватикан |
| 6.  | Мартін де Поррес              | 6 травня 1962    | Собор Святого Петра, Ватикан |
| 7.  | Антоніо Марія Пуччі           | 9 грудня 1962    | Собор Святого Петра, Ватикан |
| 8.  | Франческо Мірія да Компороссо | 9 грудня 1962    | Собор Святого Петра, Ватикан |
| 9.  | П'єр Жульєн Еймар             | 9 грудня 1962    | Собор Святого Петра, Ватикан |
| 10. | Вікентій Паллотті             | 20 січня 1963    | Собор Святого Петра, Ватикан |